# Mys Skal’nyj
Mys Skal’nyj (englische Transkription von russisch Мыс Скальный Mys Skalny, deutsch ‚Felsenkap‘) ist ein Kap an der Mawson-Küste des ostantarktischen Mac-Robertson-Lands. Es liegt nördlich der Casey Range und unmittelbar nordöstlich der Mündung des Forbes-Gletschers in die Holme Bay.
Russische Wissenschaftler benannten es deskriptiv.